# 韩非子
《韓非子》，又稱《韓子》，是中國先秦時期法家代表思想家人物韓非的論著，為法家集大成的思想作品，為韓子對社會各種領域的思維，有系統的對政治策略立場主張的闡發，全面性政策設計表述和深度的對統治技術探究，內容充滿批判與汲取先秦諸子多派的觀點，因韓非就學於儒家的荀子，又推究老子思想，是中國歷史上第一部對《道德經》加以論註的思想著作，更是一部對各個法家流派集其大成的曠世鉅作。
在政治上，《韓非子》呈現韓非極為重視唯物主義與效益主義思想，積極倡導專制主義理論。目的為君主提供富國強兵的霸道思想。《史記》記載：秦王見《孤憤》、《五蠹》之書，曰：「嗟乎，寡人得見此人與之遊，死不恨矣！」可知當時秦始皇的重視。
在歷史學上，使用了許多故事說明道理，是史書的重要參考來源，間接補遺史書對中國先秦時期史料不足。其中許多當代民間傳說和寓言故事也成為成語典故的出處。

## 篇章分類
《韓非子》內容共二十卷，分為五十五篇，總字數達十多萬言。在體裁上，有論說體、辯難體、問答體、經傳體、故事體、解注體、上書體等七種。辯難體與經傳體為韓非首創。在內容方面，則論「法」、「術」、「勢」、「君道」等，文裁條理清楚，用意深刻。其中以下列五篇最能代表其思想：
1. 《孤憤》論述自己对當代法家對更法之志的憤概。
2. 《說難》第十二，論述對君主進諫的困難，反映韓非對君主的心理分析之清楚，為論說體。
3. 《奸劫弒臣》第十四，前半部論述奸臣的奸行及治奸之法，後半部則反對儒家思想，倡導法家思想治國之道。
4. 《顯學》，批判儒家與墨家，闡揚法治，該篇是韓非對法治思想的代表作，亦是中國古代哲學思想的重要史料來源。
5. 《五蠹》，『蠹』字意指由內部危損整體的木中之蛀蟲，五蠹指五種蛀蟲，韓非認為五蠹藏於學者（儒士）、言談者（縱橫家）、帶劍者（遊俠、墨家人士）、患御者（逃兵的人）、商工之民（工商企業），等，為擾亂君王法治的五種人，考量國家形勢，不應該鼓勵這五種人的出現與發展。本篇亦為歷史上公認的韓非子代表作。

### 書表
韓非向當時的韓王或者秦王提送的建言或計策：
1. 韓王：《難言》第三，《愛臣》第四。
  1. 《和氏》第十三 非書表，但仍是上呈韓王文書。
2. 秦王：《存韓》第二。
  1. 存韓，即保存韓國，韓非向秦王政上書希望韓國能免於強秦的侵犯所做的分析，從說明保存韓國對秦國的戰略價值，再述韓國有足夠防衛秦國進攻的自守能力，再提出保韓聯韓轉攻趙國為最佳上策等三大議題。[1]

### 政治思想
- 《問田》、《饬令》、《難勢》。

#### 長篇政論文
- 《六反》、《八奸》。

### 君道一體論
韓非對《老子》思想概念的個人發揮延伸的思想應用，關於自然之道與法治的關係、法治思想的論述：
- 《解老》第二十，《喩老》第二十一。
- 《主道》第五、《二柄》第七、《大體》、《心度》、《人主》、《定法》。

韓非子僅取《老子》『無為』的思想，《老子》認為處世，不需要拘泥固定形式與方式，只要順著大道即可。但韓非認為無為，落實在君王統治上，應該是無論特定喜好，或不喜好都不能被臣下推測與掌握，此觀點還包括施政習慣，統馭方式等，應該陰晴不定，難以掌握。如此才不會反被臣下駕馭，這也就是申不害的「術」。
部分學者認為，《解老》與《喩老》部分，似乎與韓非其他論述思想有所出入，可能不是韓非所作。

### 闡述法術勢
闡述法家思想中的君主三刀（法、術、勢）包括：
- 《揚權》第八、《八奸》第九、《十過》、《奸劫弒臣》第十四、《制分》、《飾邪》、《說疑》。

#### 辯難體文
- 《難一》第三十六、《難二》第三十七、《難三》、《難四》為中國文學問難文體第一先例。「難」（nàn）是辯難之意，韓非對前人成說的反駁，文體相當於現代的駁論文。駁論是基於對具體歷史故事之上的評價。共四篇內容合計共二十六則歷史故事。
- 《難勢》、《問辯》。

### 例說體文
《韓非子》中大量的政論史料寓材，篇章包含《說林上》第二十二、《說林下》、《內儲說上七術》、《內儲說下六微》、《外儲說左上》、《外儲說左下》、《外儲說右上》、《外儲說右下》，則是為寫政論準備的古今各種史實材料、寓言的彙集。
- 『說林』為原始資料來源，例如史事傳說和寓言故事的匯集。
- 『儲說』分為二個著寫方式，以俱體的史實和故事為例證的「說」，再以「經」對說的內含義理加以提煉總結。內容約計百餘則典故。
  - 外儲說 體例包含經（說旨訓意）為主與傳（事例敘講）為輔。

### 疑議篇文
經多代至今的專家研究認為，部份篇章並非出自韓非手筆，或因內容相近而被特定朝代編者摻入，或者為韓非後來的思想追隨者，為闡述韓非的思想加以解讀，計有七篇：
- 《初見秦》第一

1. 韓非在〈存韓〉中勸告秦王保存韓國，更以唇亡齒寒作喻。[2]惟於本章中又主張：「韓不亡，荊、魏不臣。」因此存疑。[3]

- 《十過》第十。

1. 梁啟超在《要籍解題及其讀法》中指出：「〈十過〉篇有膚廓語，頗類《管子》中之一部分，是否出於非子，不能無疑。」
2. 劉汝霖在《周秦朱子孝》中指出：「『不用忠臣』節所述管仲之事，與〈難一〉所論者有衝突，因此斷為偽作。」

- 《問田》第四十二

1. 本篇的思想與法家思想吻合，但於第二段「堂谿公謂韓子曰」中出現尊韓非為韓子，因此有可能是後人所記。[4]

- 《忠孝》第五十一

1. 陳啟天在《韓非子校釋》中指出：「本篇思想，如非從橫，非恬淺之學、恍惚之言，多與〈五蠹〉合，故考證以之為韓非所作。
2. 日人太田方在《韓非子翼毳》中疑此篇非韓非所作。[5]

- 《饬令》第五十三

1. 本篇內容大多與《商君書》〈靳令〉相同，可見本篇是摘取〈靳令〉而成。

- 《心度》第五十四
- 《制分》第五十五

## 思想要述
韓非子思想的構成來源主要有五個方面：
1. 老子的『道』。（道家）
2. 荀子的『禮儀秩序觀』。（儒家）
3. 商鞅的『法』：韓非對商鞅變法進行系統研究，在《和氏》、《奸劫弒臣》、《定法》等篇中，一再引述商鞅的法家觀點。
4. 慎到的『勢』。
5. 申不害的『術』。

### 難言第三
難言，「愚者難說」闡述對愚智的君主難以進言和帶來的相關利害問題：
1. 『故度量雖正，未必聽也；義理雖全，未必用也。』
2. 『以至智說至聖， 未必至而見受，伊尹說湯是也；以智說愚，必不聽，文王說紂是也。』
3. 『則愚者難說也，故君子難言也。且至言忤於耳而倒於心，非賢聖莫能聽。』

### 愛臣第四
韓非思想本質認為君主權力遭到旁落會導致專制君主的統治威脅，故為君主專制者提出削弱臣下勢力、防止犯上作亂的措施：
1. 『愛臣太親，必危其身；人臣太貴，必易主位；主妾無等，必危嫡子；兄弟不服，必危社稷。』
2. 『萬物莫如身之至貴也，位之至尊也，主威之重，主勢之隆也。此四美者，不求諸外，不請於人，議之而得之矣。』
3. 『是故明君之蓄其臣也，盡之以法，質之以備。』
4. 『是故不得四從；不載奇兵；非傳非遽，載奇兵革，罪死不赦。』

### 主道第五
君主之道在於深藏而不露，韓非從《老子》將「無為」發揮到法家思想中，無為只是對君王的要求，其前提是臣下的人人自危：
1. 『君無見其所欲，君見其所欲，臣自將雕琢；君無見其意，君見其意，臣將自表異。』
2. 『道在不可見，用在不可知；虛靜無事，以暗見疵。見而不見，聞而不聞， 知而不知。知其言以往，勿變勿更，以參合閱焉。』
3. 『官有一人，勿令通言，則 萬物皆盡。函掩其跡，匿其端，下不能原；去其智，絕其能，下不能意。』
4. 『不慎其事，不掩其情，賊乃將生。弒其主，代其所，人莫不與，故謂之虎。處其主之側，為奸臣，聞其主之忒，故謂之賊。』
5. 『此人主之所以獨擅也，非人臣之所以得操也。』
6. 『人主之道，靜退以為寶。』
7. 『不賢而為賢者師，不智而為智者正。臣有其勞，君有其成。』

### 有度第六
『有度』，即有法度。韓非認為『尊君』是法、術、勢學說的中心思想，君王的權術行為等同於治理一國的大法，國家有法即君王有術的重要性，倡臣民都專一於君王的意志；且以道家無為學說得論，君王只要「因法數」即「任勢」就能達到「獨制」、「獨斷」、「上尊而不侵」的目的。〔段一〕韓非認為『奉法者強』列舉多個歷史事件為證，結以『今皆亡國者，其群臣官吏皆務所以亂而不務所以治也。其國亂弱矣，又皆釋國法而私其外，則是負薪而救火也，亂弱甚矣！』。〔段二〕。
1. 『國無常強，無常弱。奉法者強，則國強；奉法者弱，則國弱。』
2. 『今若以譽進能，則臣離上而下比周；若以黨舉官，則民務交而不求用於法。故官之失能者其國亂。以譽為賞，以毀為罰也，則好賞惡罰之人，釋公行，行私術，比周以相為也。』
3. 『忠臣之所以危死而不以其罪，則良臣伏矣；奸邪之臣安利不以功，則奸臣進矣。此亡之本也。』
4. 『法不阿貴，繩不撓曲。法之所加，智者弗能辭，勇者弗敢爭。刑過不辟大臣，賞善不遺匹夫。』
5. 『矯上之失，詰下之邪，治亂決繆，絀羨齊非，一民之軌，莫如法。厲官威名，退淫殆，止詐偽，莫如刑。』
6. 『刑重，則不敢以貴易賤；法審，則上尊而不侵。上尊而不侵，則主強而守要，故先王貴之而傳之。人主釋法用私，則上下不別矣。』

### 二柄第七
『二柄』，韓非認為君主擁有『殺戮』和『慶賞』之權，君主應當抓住臣下對此畏威趨利的心理，此為韓非對君主『術』的法家思想。
1. 『明主之所道制其臣者，二柄而已矣。二柄者，刑德也。』
2. 『人主將欲禁奸，則審合刑名者，言異事也。』
3. 『故明主之畜臣，臣不得越官而有功，不得陳言而不當。越官則死，不當則罪。守業其官，所言者貞也，則群臣不得朋黨相為矣。』
4. 『人主有二患：任賢，則臣將乘於賢以劫其君；妄舉，則事沮不勝。』
5. 『去好去惡，群臣見素。群臣見素，則大君大蔽矣。』

### 揚權第八
全文以哲理性韻文寫成，篇旨在闡揚君權思想，崇高稱揚君權的重要。

### 八奸第九
韓非認為君主專制的統治力，會受到臣下經由八種手段之一的干涉，進而演化成為奸謀政權者，韓非針對此『八奸』提出具體的防範作法，為君權建構法家權術管理學說。『凡此八者，人臣之所以道成奸，世主所以壅劫，失其所有也，不可不察焉。』
1. 同床：臣下借助於君主妻妾。
2. 在旁：借助於君主親信侍從。
3. 父兄：臣下借助於君主近親。
4. 養殃：臣下借助於討好君主之僕員。
5. 民萌：以公財換取民信的臣下。
6. 流行：廣招人心與納養智才於己的臣下。
7. 威強：廣招武才彰顯軍威的臣下。
8. 四方：結交眾外培養己勢的臣下。

### 說難第十二
說難，指「說服」人主的「困難」。韓非認為向君主進說之難不在於進說者，而是難在君主能接受到何種程度的直諫之言。

### 奸劫弒臣第十四
奸劫弒臣指奸邪、劫主、弒君的臣下。韓非在本篇先後分別論述二個子議題：
1. 從人性負面觀描述奸臣的橫行，並提出治奸之方為『任勢』與『明法』。提出『乘威嚴之勢以困奸邪之臣』。
2. 與反對儒家思想的理由，並倡導以法家思想治國之道。

### 亡徵第十五
亡徵，就是「滅亡的徵兆」，韓非認為可能導致國家會滅亡或君主會失去君權的徵兆在本篇四十七條「亡徵」中可被預見。『亡徵者，非曰必亡，言其可亡也。』
1. 『凡人主之國小而家大，權輕而臣重者，可亡也。』
2. 『簡法禁而務謀慮，荒封內而恃交援者，可亡也。』
3. 『聽以爵不以眾言參驗，用一人為門戶者，可亡也。』
4. 『饕貪而無厭，近利而好得者，可亡也。』
5. 『國小而不處卑，力少而不畏強，無禮而侮大鄰，貪愎而拙交者，可亡也。』
6. 『好以智矯法，時以行雜公，法禁變易，號令數下者，可亡也。』
7. 『貴臣相妒，大臣隆盛，外藉敵國，內困百姓，以攻怨讎，而人主弗誅者，可亡也。』
8. 『大臣甚貴，偏黨眾強，壅塞主斷而重擅國者，可亡也。』
9. 『見大利而不趨，聞禍端而不備，淺薄於爭守之事，而務以仁義自飾者，可亡也。』
10. 『辭辯而不法，心智而無術，主多能而不以法度從事者，可亡也。』

### 解老第二十
韓非認為「人心欲利」，
1. 『思慮熟則得事理，得事理則必成功。』
2. 『人無毛羽，不衣則不犯寒；上不屬天而下不著地，以腸胃為根本，不食則不能活；是以不免於欲利之心。欲利之心不除，其身之憂也。故聖人衣足以犯寒，食足以充虛，則不憂矣。眾人則不然，大為諸侯，小余千金之資，其欲得之憂不除也。胥靡有免，死罪時活，今不知足者之憂終身不解。故曰：“禍莫大於不知足。”』

### 喩老第二十一
1. 制在己曰重，不離位曰靜。重則能使輕，靜則能使躁。故曰：“重為輕根，靜為躁君。”故曰：“君子終日行，不離輜重也」。邦者，人君之輜重也。主父生傳其邦，此離其輜重者也，故雖有代、雲中之樂，超然已無趙矣。主父，萬乘之主，而以身輕於天下。無勢之謂輕，離位之謂躁，是以生幽而死。故曰：“輕則失臣，躁則失君。”主父之謂也。
2. 勢重者，人君之淵也。君人者，勢重於人臣之間，失則不可複得矣。簡公失之于田成，晉公失之於六卿，而上亡身死。故曰：“魚不可脫於深淵。”賞罰者，邦之利器也，在君則制臣，在臣則勝君。君見賞，臣則損之以為德；君見罰，臣則益之以為威。人君見賞，則人臣用其勢；人君見罰，而人臣乘其威。故曰：“邦之利器，不可以示人。”
3. 夫物有常容，因乘以導之。因隨物之容，故靜則建乎德，動則順乎道。宋人有為其君以象為楮葉者，三年而成。豐殺莖柯，毫芒繁澤，亂之楮葉之中而不可別也。此人遂以功食祿于宋邦。列子聞之曰：“使天地三年而成一葉，則物之有葉者寡矣。”故不乘天地之資而載一人之身，不隨道理之數而學一人之智，此皆一葉之行也。故冬耕之稼，後稷不能羨也；豐年大禾，臧獲不能惡也。以一人之力，則后稷不足；隨自然，則臧獲有餘。故曰：「恃萬物之自然而不敢為也。」
4. 空竅者，神明之戶牖也。耳目竭於聲色，精神竭於外貌，故中無主。中無主，則禍福雖如丘山，無從識之。故曰：“不出於戶，可以知天下；不窺於牖，可以知天道。”此言神明之不離其實也。

### 說林上第二十二
《史記‧韓非傳》索隱：「《說林》者，廣說諸事，其多若林，故曰《說林》也。」分上下二篇，上篇彙集了三十四則故事，下篇三十七則。內容廣泛，涉及民間傳說和歷史故事，可讀性強。學者們認為是韓非為寫作和遊說所準備的材料，因而都能圍繞韓非的學說，且多在他篇中出現過。

### 用人第二十七
韓非在多篇中，反覆的強調的見能授官、士不兼官、明賞必罰等思想，更反對心治，力倡法治的法家思想，最後更指出君王應審慎處理與近臣間關係的重要性。
- 『其心難知，喜怒難中也。以表示目，以鼓語耳，以法教心。』

### 難一第三十六
本篇分九則歷史故事，韓非依序進行駁論：
1. 從效益觀點出發反對忠信崇尚詐偽；
2. 反對君主「以身為苦」，以德化民，提倡以賞罰和處勢治國
  1. 成語：自相矛盾
3. 反對儒家靠推己及人之愛治國，提倡通過「慶賞信而刑罰必」，防止臣重擅主；
  1. 『明主之道︰一人不兼官，一官不兼事。』
  2. 『有賞者君見其功，有罰者君知其罪。見知不悖於前，賞罰不弊於後，安有不葬之患？』
4. 反對孔子的禮，提倡不以禮之依違定是非，而以功罪定賞罰；
5. 反對臣下極諫，明確君臣之間嚴格的等級關係；
  1. 『夫非其行而誅其身，君之於臣也；非其行，則陳其言，善諫不聽，則遠其身者，臣之於君也。』
  2. 『夫為人臣者，君有過則諫，諫不聽，則輕爵祿以待之，此人臣之禮也。』
6. 貶黜隱士，明確君主與在野的處士的等級關係；
7. 「罪刑法定主義」，反對大臣之間分謗，強調依法行責事；
  1. 『若罪人，則不可救，救罪人，法之所以敗也，法敗則國亂。若非罪人，則不可勸之以徇，勸之以徇，是重不辜也，重不辜，民所以起怨者也，民怨則國危。』
8. 強調以「勢」治國，尊主明法；
  1. 『故行之而法者，雖巷伯信乎卿相；行之而非法者，雖大吏詘乎民萌。』
9. 認為治國之憂不在於一用兩用，而在於君主是否有「術」。
  1. 『主有術，兩用不為患；無術，兩用則爭事而外市，一則專制而劫弒。』

### 難二第三十七
本篇分七則歷史故事，韓非依序進行駁論：
1. 反對省刑，提出「刑當無多，不當無少」；
2. 反對仁政，提出不能賞無功，必須誅有過；
3. 否定孔子給予文王仁和智的評價；
4. 提出成就功業需要「君臣俱有力」；
  1. 『凡五霸所以能成功名於天下者，必君臣俱有力焉。』
5. 提出君主只要憑著手中的官職和爵祿就不會「勞於索人」，同時使用大臣時又要始終防範其劫奪和篡弒；
6. 探究國家稅入的增加主因為「人為」與天功，而非單純因為地利；
  1. 『入多，皆人為也。若天事風雨時，寒溫適，土地不加大，而有豐年之功，則入多。人事、天功二物者皆入多，非山林、澤谷之利也。』
7. 反對君主身先士卒，認為取勝的訣竅在於利用好利惡害的人性，實行信賞必罰。

### 難三第三十八
1. 知下明則禁於微，〔禁於微〕則姦無積，姦無積則無比周，無比周則公私分，公私分則朋黨散，朋黨散則無外障距內比周之患。知下明則見精沐，見精沐則誅賞明，誅賞明則國不貧，故曰︰一對而三公無患，知下之謂也。

### 五蠹第四十九
韓非考量歷史進化論，認為要使國家富強，君權鞏固，政府一定要除去五種人。「蠹」字意指由內部危損整體的木中之蛀蟲，五蠹指五種蛀蟲，韓非認為為學者（儒家士人，儒以文亂法，以儒家思想干涉政治）、言談者（縱橫家，遊說君王，妄談外交，卻是自身從中牟利）、帶劍者（遊俠、俠客等，或者墨家鉅子，俠以武犯禁，以武力干犯法律）、患御者（逃避徵兵的人，影響國防）、商工之民（商人與工匠，不事農耕，囤積居奇，並與農民爭利）等，為擾亂政府利益的五種人，必除之。本篇亦為歷史上公認的韓非子代表作。
1. 明主之國，無書簡之文，以法為教；無先王之語，以吏為師；無私劍之悍，以斬首為勇。

### 心度第五十四
韓非認為立國用民，君權務在統一民心，明確建立法制規範，確實執行賞罰。
1. 聖人之治民，度於本，不從其欲，期於利民而已。
2. 刑勝而民靜，賞繁而姦生，故治民者，刑勝、治之首也，賞繁、亂之本也。
3. 故治民者，禁姦於未萌；而用兵者，服戰於民心。禁先其本者治，兵戰其心者勝。聖人之治民也，先治者強，先戰者勝。
4. 夫國事務先而一民心，專舉公而私不從，賞告而姦不生，明法而治不煩，能用四者強，不能用四者弱。

## 風格特色
《韓非子》說理散文嚴峻銳利，深刻明切，議論透闢，說理周密，結構嚴謹，層次分明，善用寓言、譬喻和儷句，每多怨憤之辭。

## 典故選摘

### 逆鱗
逆鱗，指龍喉下倒生的鱗片。批逆鱗引申為直言諍諫。
『夫龍之為蟲也，柔可狎而騎也；然其喉下有逆鱗徑尺，若人有嬰之者，則必殺人。人主亦有逆鱗，說者能無嬰人主之逆鱗，則幾矣。』——《說難》第十二

### 自相矛盾
比喩言語或行事前後無法呼應，互相牴觸。
楚人有鬻楯與矛者，譽之曰︰『吾楯之堅，物莫能陷也。』又譽其矛曰︰『吾矛之利，於物無不陷也。』或曰︰『以子之矛陷子之楯，何如？』其人弗能應也。夫不可陷之楯與無不陷之矛，不可同世而立。今堯、舜之不可兩譽，矛楯之說也。——《難一》

### 循名責實
形容依照其名來責求其實。
『術者，因任而授官，循名而責實，操生殺之柄，課群臣之能者也，此人主之所執也』。——《定法》

## 相關參考論著資料
以下是韓非子的相關參考論著資料：
- 清王先慎：《韓非子集解》
- 清吳汝倫：《韓非子點勘》
- 陳啟天：《韓非子校釋》
- 梁啟雄：《韓子淺解》
- 陳奇猷：《韓非子集釋》